# هانس لانغ
هانس لانغ (8 فبراير 1899 آوغسبورغ ألمانيا - 27 أبريل 1943 آلبورغ الدنمارك) هو لاعب كرة قدم ألماني سابق كان يلعب كلاعب وسط.

## روابط خارجية
- هانس لانغ على موقع قاعدة بيانات كرة القدم.إي يو (الإنجليزية)
- هانس لانغ على موقع بيانات كرة القدم. دي إي (الألمانية)
- هانس لانغ على موقع ناشيونال فوتبول تيمز (الإنجليزية)
- هانس لانغ على موقع عالم كرة القدم.نت (الإنجليزية)